# Guerra delle correnti
La cosiddetta guerra delle correnti (elettriche) è stata una competizione commerciale del XIX secolo per il controllo dell'allora crescente mercato mondiale dell'energia elettrica; si svolse a cavallo degli ultimi due decenni dell'Ottocento, quando la contrapposizione principale era fra il sistema di illuminazione pubblica con lampada ad arco, a corrente alternata e alta tensione (3000–6000 volt), e l'illuminazione domestica con lampada a incandescenza a bassa tensione. Thomas Edison, con la sua compagnia, commercializzava il secondo. Si aggiunse nel 1886 la compagnia di George Westinghouse che applicava il trasformatore per poter utilizzare nell'impiego domestico (e di larga scala) corrente alternata a bassa tensione. Al rapido diffondersi della corrente alternata, nel 1888 la Edison Electric Light Company contestò che la rete ad alta tensione era pericolosa, e che comunque quel sistema violava alcuni suoi brevetti. 
Ne seguì una campagna di stampa alimentata da alcuni incidenti causati dalle linee ad alta tensione, e in questa si distinse un ingegnere elettrico autodidatta, Harold Pitney Brown, che eseguì delle pubbliche dimostrazioni con l'assistenza della Edison Electric per palesare che la corrente alternata metteva a rischio la popolazione, anche per il modo sciatto di realizzazione delle linee. Per questo effettuò esperimenti di uccisione di animali con i due tipi di corrente. A Brown e la Edison si affiancò la Thomson-Houston Electric Company, e insieme provarono a richiedere indirizzi legislativi volti a ridurre la tensione e le installazioni di sistemi a corrente alternata, nonché assicurarsi che la prima sedia elettrica fosse alimentata da un generatore Westinghouse. 
La guerra si concluse anche grazie a una serie di operazioni di fusione fra le aziende del settore, culminata nella confluenza in General Electric della Edison Electric e della Thomson-Houston.

## 1880, il progetto di Thomas Alva Edison
Fin dai primi tentativi di Benjamin Franklin o di Michael Faraday, alla tecnologia del telegrafo elettrico, le applicazioni dell'elettricità erano in continuo aumento. Dopo l'Esposizione Mondiale di Parigi del 1881 e la presentazione della lampada di Edison, i nuovi sistemi d'illuminazione elettrica acquisirono sempre maggiore importanza. Negli stessi anni vennero sviluppati motori elettrici facendo sì che l'elettricità fosse in grado di sostituire il vapore per far funzionare i motori e il peso di questa innovazione sembrò poter costituire una seconda rivoluzione industriale: nelle città europee e americane, le centrali elettriche si moltiplicarono, basate sul progetto di Pearl Street, la centrale elettrica che Edison fondò nel 1884 a New York. Fu la prima azienda elettrica commerciale a essere impiantata e anche se disponeva di spazi molto grandi, poteva produrre e distribuire elettricità solamente fino a circa 330 ha (3,3 km quadrati) di Manhattan.
Il sistema di distribuzione a corrente continua di Edison prevedeva la generazione di energia elettrica con grandi impianti di produzione e l'utilizzo di conduttori di elevata sezione che alimentavano gli apparecchi di illuminazione e i motori della clientela. Il sistema operava con lo stesso livello di tensione per tutta l'estensione della rete elettrica, dai generatori alla linea di trasmissione fino agli utilizzatori. La tecnologia dell'epoca rendeva economicamente competitive, per l'elevato rapporto luminosità/costo rispetto alle vecchie luci a gas, solo lampade ad incandescenza il cui filamento di carbonio ad elevata resistenza elettrica doveva essere alimentato alla tensione di 100 volt. Pertanto, in assenza di qualsiasi standard di riferimento in un ambito tecnologico allora in fase embrionale, il livello di tensione di alimentazione degli impianti fu determinato dal mercato, al valore di tensione di alimentazione degli utilizzatori disponibili, pari a 100 volt.  Per compensare quindi la caduta di tensione che si determinava lungo la linea di trasmissione, per alimentare questo tipo di lampade il generatore doveva erogare energia elettrica ad un valore di tensione superiore che venne stabilito al valore di 110 volt. Nel contempo si supponeva che questi valori di tensione non determinassero rischi per l'incolumità delle persone.

## Corrente continua e alternata
La domanda di elettricità presto condusse al desiderio di costruire centrali elettriche più grandi, e a porsi il problema del trasporto dell'energia su maggiori distanze. Inoltre, la rapida diffusione di motori elettrici industriali, provocò una forte domanda verso una tensione di esercizio diversa dai 110 V, allora utilizzati per l'illuminazione. Il sistema di Edison, che utilizzava la corrente continua, era poco adeguato per rispondere a tale esigenza perché le tensioni prodotte erano basse per essere compatibili con l'uso diretto per l'illuminazione. Inoltre, il problema del trasporto era ancora più difficile, dato che la trasmissione interurbana di grandi quantità di corrente continua da 110 volt era molto costosa perché soffriva di enormi perdite per dissipazione, sotto forma di calore (v. sotto).
Nel 1886 George Westinghouse, un ricco imprenditore appena arrivato sul mercato elettrico – che aveva fatto fortuna nel settore meccanico partendo dall'invenzione del primo vero sistema frenante efficace e sicuro per il sistema ferroviario – fondò la Westinghouse Electric per competere con la General Electric di Edison. La Westinghouse Electric si basò sulle scoperte e le invenzioni brevettate da Nikola Tesla e Galileo Ferraris che avevano di fatto fondato l'intero impianto teorico relativo alla trasformazione e al trasporto efficace dell'energia elettrica su lunghe distanze. I due studiosi credevano nell'indiscussa superiorità della corrente alternata che consentiva di realizzare facilmente trasformatori in grado di aumentare o abbassare la tensione di rete. 
La loro convinzione era saldamente fondata sul fatto indiscutibile che le perdite nella trasmissione dell'elettricità dipendono dall'intensità della corrente che scorre nei conduttori e quindi, minimizzando la corrente trasportata, si diminuiscono le perdite sui cavi. Infatti la potenza trasmessa P è data dal prodotto della tensione V e dell'intensità di corrente I. Quindi se una linea di trasmissione deve trasportare una potenza P, elevando V la I sarà minore. D'altra parte la potenza dissipata nella linea di trasmissione, per la legge di Joule, è data da R (resistenza della linea) moltiplicata per il quadrato di I; quindi a una maggiore tensione V corrispondono minori perdite. Per questo motivo, a differenza della corrente continua, per la quale fino a pochi anni prima non esistevano metodi economici ed efficienti per alzare la V, era possibile trasportare corrente alternata per lunghe distanze, con pochissime dispersioni, alzandone la tensione semplicemente tramite un trasformatore; poi, prima di provvedere alla distribuzione diretta ai clienti, la tensione si faceva tornare a livelli sicuri, più bassi.
La chiara esemplificazione commerciale in Italia avvenne nel 1892 per egida di Galileo Ferraris e Carlo Sutermeister. La linea di trasporto si sviluppava tra Cossogno, Intra e Pallanza.

## Westinghouse Electric contro General Electric
Edison fu impensierito dalla comparsa di quella che venne definita la "tecnologia Tesla", che minacciava i suoi interessi in un settore di sua creazione. Le due compagnie si affrontarono quindi in una battaglia di relazioni pubbliche, che i giornalisti definirono “guerra delle correnti”, volta a dimostrare la superiore efficienza dei propri sistemi di produzione e trasmissione e a imporli come tecnologia dominante.
L'azienda di Edison inventò una sedia elettrica a corrente alternata e folgorò cani e gatti e addirittura un elefante per dimostrare il pericolo maggiore rappresentato dalla stessa, ma Tesla si espose a una corrente alternata che attraversò il suo stesso corpo senza riportare alcun danno, oscurando momentaneamente la stessa fama di Edison.
Durante la Fiera Mondiale di Chicago del 1893, l'illuminazione fu affidata alla Westinghouse, che aveva presentato un preventivo pari alla metà di quello della compagnia concorrente, e Tesla ebbe l'opportunità di esporre i propri generatori e di esibire alternatori e motori a corrente alternata. Poco dopo, la Niagara Falls Power Company incaricò la Westinghouse dello sviluppo dei suoi sistemi di trasmissione. 

### Corrente continua o corrente alternata?
Alla fine del XIX secolo in Europa e negli Stati Uniti, all'indomani delle innumerevoli scoperte scientifiche riguardanti i fenomeni elettromagnetici, si dovette scegliere a quale delle due tipologie di distribuzione elettrica affidare il futuro dell'industrializzazione globale, e la scelta ricadde inevitabilmente sulla corrente alternata per i motivi spiegati nel seguito.
Quando incominciò la distribuzione di energia elettrica, la corrente elettrica utilizzata era quella continua di Edison. Tutte le fabbriche degli Stati Uniti d'America utilizzavano, infatti, corrente continua. Per i dispositivi utilizzati all'epoca, come ad esempio i motori elettrici e le lampadine a incandescenza, la corrente continua risultava essere ideale, infatti essa poteva essere immagazzinata nelle batterie provvedendo così al fabbisogno del tempo. Quando per primo Edison incominciò la vendita di energia elettrica, non erano ancora disponibili motori a corrente alternata. Edison inventò inoltre un precursore del contatore (per poter calcolare la quantità di energia elettrica utilizzata dal consumatore), però solo a corrente continua.
La corrente alternata fu sviluppata, subito dopo, in Europa grazie alla collaborazione di alcuni scienziati inglesi, francesi e italiani. Uno dei maggiori sostenitori della corrente alternata nel Nord America fu George Westinghouse, il quale investì un'ingente somma di denaro per creare il primo sistema di distribuzione di corrente alternata e di trasformatori. Westinghouse, durante l'anno precedente, aveva comprato i diritti per i brevetti di Nikola Tesla, il quale nel 1888 incominciò poi a collaborare al progetto divenendo così l'icona della corrente alternata.
La rivalità tra Edison e Tesla ha radici ben più profonde rispetto alla mera questione economica che si venne a creare fra le compagnie come la Siemens che supportavano Tesla e la Edison Electric dell'omonimo scienziato. Edison non aveva una conoscenza approfondita di matematica e fisica e questo fece di lui un “brute-force experimenter”, Tesla, all'opposto, possedendo tali conoscenze poté intuire il grande potenziale della corrente alternata. Tesla aveva lavorato presso il laboratorio di Menlo Park per Edison, però egli fu sottostimato e non fu retribuito per il lavoro compiuto per migliorare l'inefficiente dinamo di Edison. Edison più tardi si pentì di non aver ascoltato il giovane Tesla e di non aver usato la corrente alternata per primo. La guerra delle correnti venne così personificata dallo scontro Tesla - Edison per la loro personale rivalità. Nonostante ciò, la guerra delle correnti andava ben oltre lo scontro personale dei due scienziati, essa coinvolgeva compagnie americane ed europee che avevano pesantemente investito in una delle due tipologie di corrente, sperando nel fallimento dei concorrenti.

### L'evoluzione del progetto di espansione
Già negli impianti a corrente continua, per risparmiare sul costo del rame, si incominciò a utilizzare per la distribuzione elettrica della corrente tre fili (da non confondere con il sistema trifase della corrente alternata che è tutt'altra cosa) che portavano 3 tensioni distinte: uno +110 volt, il secondo 0 volt e il terzo -110 volt. Le lampadine da 100 volt potevano utilizzare la corrente con potenziale +110 volt o -110 volt, mentre il filo con 0 volt era il conduttore neutro, il quale trasportava solo la corrente di ritorno per le sorgenti positive e negative. Questo sistema a tre fili (non trifase) necessitava di meno conduttori di rame per trasportare una data quantità di energia elettrica, mantenendo però sempre un livello di tensione relativamente basso. Nonostante questa grande innovazione, rimaneva sempre il grande problema del calo di tensione che si veniva a creare sulle lunghe distanze, e che costringeva gli impianti di produzione elettrica a essere non più lontani di 1–2 km dall'utilizzatore. Una tensione molto elevata, inoltre, non poteva essere facilmente utilizzata con il sistema a corrente continua, perché non vi era un efficiente sistema, a basso costo, che permettesse la riduzione della differenza di potenziale dalla parte dell'utilizzatore (questo era possibile solo con trasformatori rotanti, poco efficienti e poco robusti).
Viceversa, nel sistema a corrente alternata, un trasformatore statico (quindi molto efficiente e robusto) poteva facilmente essere utilizzato per convertire l'alta tensione del sistema di erogazione alla tensione del consumatore. Le lampade e i motori potevano ancora facilmente utilizzare una corrente, conveniente, a bassa tensione. Il trasformatore permetteva infatti di trasmettere corrente elettrica a una tensione molto alta, moltiplicata di un fattore n alto a piacere rispetto a quella dell'utilizzatore. Basta considerare che la caduta di tensione sulla linea è pari a (rif. Dimensionamento delle linee elettriche):
∆V=R∙I=ρ∙(L/S)∙I
con:
∆V: caduta di tensione,
R: resistenza elettrica,
I: intensità di corrente,
ρ: resistività elettrica,
L: lunghezza della linea,
S: sezione del conduttore.
Questo comportava la possibilità di servire più consumatori da un'unica centrale elettrica con meno costi e più versatilità (si potevano rifornire contemporaneamente treni, lampadine, ecc.) utilizzando cabine di trasformazione secondarie per ogni utilizzatore.
La risposta di Edison alle limitazioni della corrente continua fu quella di creare energia il quanto più vicino possibile al consumatore e di installare conduttori più grandi per supportare la crescente domanda di energia elettrica; queste mosse però si rivelarono costose e impraticabili. Inoltre, non potendo trasformare la tensione della corrente continua, Edison fu costretto a installare una seconda linea elettrica per fornire energia elettrica con diverse tensioni. Questo comportò l'utilizzo di più fili conduttori, più manutenzione, uno spreco di denaro e l'aumento dei pericoli nelle città.
La corrente alternata, invece, poteva essere trasmessa per lunghe distanze ad alta tensione, usando correnti basse, diminuendo così le perdite di energia, aumentando l'efficienza della trasmissione, infine utilizzando un trasformatore per fornire energia alle case e alle fabbriche. Quando Tesla introdusse generatori, trasformatori, motori, fili e luci per il sistema a corrente alternata, nel dicembre del 1887, fu chiaro che il futuro della distribuzione di corrente elettrica era quella della corrente alternata.
Ambedue le correnti (quella continua e alternata) però condividono un problema legato al trasporto della corrente elettrica nei fili conduttori. Questa problematica è legata alla resistenza generata dal reticolo cristallino. Questo fenomeno viene definito effetto Joule e si manifesta quando un conduttore metallico si riscalda a causa degli urti tra gli ioni positivi del reticolo cristallino e degli elettroni di conduzione liberi di muoversi nel filo conduttore. 
Edison, per scoraggiare l'utilizzo della corrente alternata, ne mise in risalto la pericolosità ideando la sedia elettrica. Essa infatti sfrutta la corrente alternata; ne fu utilizzato un prototipo su di un'elefantessa causandone, come previsto, la morte. La sedia elettrica fu poi venduta allo Stato di New York e fu largamente usata in tutti gli Stati Uniti d'America.
Nel 1889, il primo impianto idroelettrico a corrente alternata, la Willamette Falls station, fu realizzato nello Stato dell'Oregon. Subito dopo incominciò la creazione di un secondo impianto idroelettrico sempre a corrente alternata, sulle cascate del Niagara. Tale impianto produce ancora una piccola parte dell'energia usata nella costa est dell'America del nord.

### Conclusione
In conclusione, visti i grandi vantaggi della corrente alternata, essa è quella che viene maggiormente utilizzata ancora oggi. Molto interessante è ciò che è accaduto all'indomani della conversione quasi totale del mondo verso la corrente alternata. Edison, infatti, resosi conto del suo grande errore incominciò a investire somme esorbitanti di denaro nella corrente alternata, comprando così la quasi totalità degli impianti elettrici del nord America. Il monopolio della produzione della corrente elettrica da parte di Edison e della Edison Electric rese lo scienziato famosissimo, molto più del rivale.
Le perdite in CC sono elevate se la tensione è bassa, cosa che del resto vale anche in CA. La comodità e l'efficienza della CA sta nella possibilità di usare trasformatori, cioè un dispositivo ad altissima efficienza (oltre il 95%) per accrescere o diminuire la tensione a seconda delle applicazioni. Su lunghe tratte si aumenta la tensione per ridurre al minimo le perdite dovute alla lunghezza dei cavi e, con apposite centrali intermedie, si può anche accrescere la tensione per compensare la caduta. In rete urbana si abbassa poi la tensione, per renderla più adatta all'uso domestico e industriale (meno pericolosa, maggiore facilità di isolamento).
Fino a questo momento, lo svantaggio della CC è stato quello di non poter usare i trasformatori, ovvero di subire grandi perdite nella trasformazione da alta a bassa tensione (e viceversa). Nell'ex-URSS, dove il trasporto su lunghe tratte è sempre stato in CC, per aggirare il problema dell'eccessiva induttanza di linee molto lunghe senza centrali intermedie, si sopperisce ai limiti di efficienza della trasformazione della CC in CA alimentando motori in continua (alimentati dalle reti in CC) che muovono grandi alternatori che, a loro volta generano CA per gli usi locali, con perdite complessive un po' superiori a quelle dei trasformatori (che, al contrario degli alternatori, non hanno parti in movimento e quindi sono privi di perdite per attriti meccanici).
Oggi, la tecnologia della conversione elettronica dell'energia è arrivata a livelli di potenza ragguardevoli; si può quindi accrescere o diminuire anche la CC senza perdite e trasformare la stessa CC in CA senza alternatori, addirittura con un vantaggio in efficienza rispetto alla CA.
Nella CA esisterà sempre un limite che consiste nelle perdite per induttanza delle linee (reattanza), quindi, non si può salire come frequenza sopra i 50/60 Hz e servono centrali intermedie. Nei sistemi in CC ciascuna singola tratta di collegamento può avere maggiore lunghezza, dato che il trasporto avviene in CC e l'induttanza della linea ha un impatto trascurabile sulle perdite che sono solo ohmiche.
La conversione in CA si può oggi realizzare con generatori statici che lavorano a svariate centinaia di kHz, i cui trasformatori hanno un'efficienza addirittura superiore a quelli classici a 50 Hz.

## Nei media
Nel film del 2017 Edison - L'uomo che illuminò il mondo viene narrata la vicenda.